# Linjeflyg
Linjeflyg è stata fondata nel 1957 come compagnia aerea nazionale svedese dalle compagnie aeree svedesi Scandinavian Airlines System e Airtaco, nonché dagli editori di giornali Dagens Nyheter AB e Stockholms-Tidningen AB.

## Storia
Airtaco (fondata nell'agosto 1950 come Aero Scandia) può essere considerata come il predecessore di Linjeflyg ed è stata fusa nella nuova compagnia aerea, compresa l'intera flotta. Quando Linjeflyg fu fondata, i quattro Lockheed Model 18 Lodestar di Airtaco e i quattro Douglas DC-3 furono integrati nella nuova flotta.
Nell'ottobre 1983 Linjeflyg si trasferì dall'aeroporto di Stoccolma-Bromma nella parte centrale di Stoccolma all'aeroporto di Stoccolma-Arlanda nel nord di Stoccolma. Bromma era stato il fulcro principale di Linjeflyg dal 1957. Il 10 settembre 1990 lo Scandinavian Airlines System (SAS) vendette il suo 50% di Linjeflyg a Bilspedition per 475 milioni di corone svedesi (SEK). Circa sei mesi dopo SAS lo riacquistò.
Nel febbraio 1992 Linjeflyg divenne una minaccia troppo grande per la SAS, perché progettava un'alleanza strategica con Braathens e Maersk Air. Tale alleanza sarebbe stata troppo competitiva per la SAS sulle rotte delle capitali intra-scandinave e sui voli nazionali. Di conseguenza SAS ha acquistato il 50% di Linjeflyg che non possedeva già, per mantenere la sua posizione dominante sul mercato. Il 1º gennaio 1993 Linjeflyg fu fusa in SAS. Linjeflyg era la più grande compagnia aerea nazionale della Svezia. Serviva oltre 20 aeroporti nazionali e trasportava oltre 5 milioni di persone all'anno. Linjeflyg aveva 2200 dipendenti nel 1992, ed era a quel tempo il più grande operatore Fokker F28 al mondo.